# Limburg Open
Il Limburg Open è stato un torneo professionistico di tennis femminile, giocato su campi in terra rossa. Faceva parte dell'ITF Women's Circuit, nella categoria $25.000. Si giocava annualmente dal 2008 a Tessenderlo in Belgio.

## Albo d'oro

### Singolare
| Anno | Campionessa         | Finalista           | Punteggio |
| ---- | ------------------- | ------------------- | --------- |
| 2011 | Anna-Lena Grönefeld | Alison van Uytvanck | 6–3, 7–5  |
| 2012 | Maryna Zanevs'ka    | Tatjana Maria       | 6–2, 6–2  |

### Doppio
| Anno | Campionesse                       | Finaliste                        | Punteggio |
| ---- | --------------------------------- | -------------------------------- | --------- |
| 2011 | Anna-Lena Grönefeld Tatjana Maria | Elina Svitolina Maryna Zanevs'ka | 7–5, 6–3  |
| 2012 | Demi Schuurs Maryna Zanevs'ka     | Tatjana Maria Stephanie Vogt     | 6–4, 6–3  |